# アルトリア
アルトリア・グループ（英語: Altria Group）は、2003年まで使用されていた社名フィリップ・モリス・カンパニーズでも知られるバージニア州ヘンライコ郡に本部を置く世界最大のタバコ製品の製造・販売メーカーであるアメリカ合衆国の企業。
食品分野での売上高は世界第1位である。2008年2月19日まで、ダウ平均株価算出採用企業だった。現在もS&P500指数算出の採用企業である。
2003年1月27日、フィリップ・モリス・カンパニーズからアルトリア・グループへ社名変更。2007年3月30日クラフトフーヅをスピンオフし、アルトリア・グループ株主へクラフトフーヅ株を割り当てる。
2008年3月28日、アルトリア・グループのタバコ事業国際部門としてフィリップ・モリス・インターナショナルをスピンオフし、同社株をアルトリア・グループ株主へ割り当てた。

## 傘下企業
- フィリップ・モリスUSA - タバコメーカー、アメリカ国内向けのタバコを製造。
- フィリップ・モリス・インターナショナル - タバコメーカー、2008年3月にスピンオフ。
- クラフトフーヅ - 食品メーカー、2007年3月にスピンオフ。
  - クラフト（乳製品） - 日本ではチーズ製品で森永乳業と商標使用契約（製造は合弁会社のエムケーチーズが担当）
  - マキシム（インスタントコーヒー） - 日本では味の素との合弁会社、味の素ゼネラルフーヅが製造・販売
  - ナビスコ（菓子） - 日本法人は山崎製パンと合弁・ライセンス生産 → 合弁解消後はモンデリーズ・ジャパン(ナビスコの商標を受け継ぐ)と「ヤマザキビスケット」に袂を分かつ。
- シャトーサンミッシェル - ワイナリー

ビールメーカーのミラーの親会社でもあったが、2002年に南アフリカのサウスアフリカンブルワリーズに買収され、SABミラーが設立（アルトリアグループにて株式の約28%を保有）された。